# Herzog-Ernst-Kreuz bei Ottersdorf

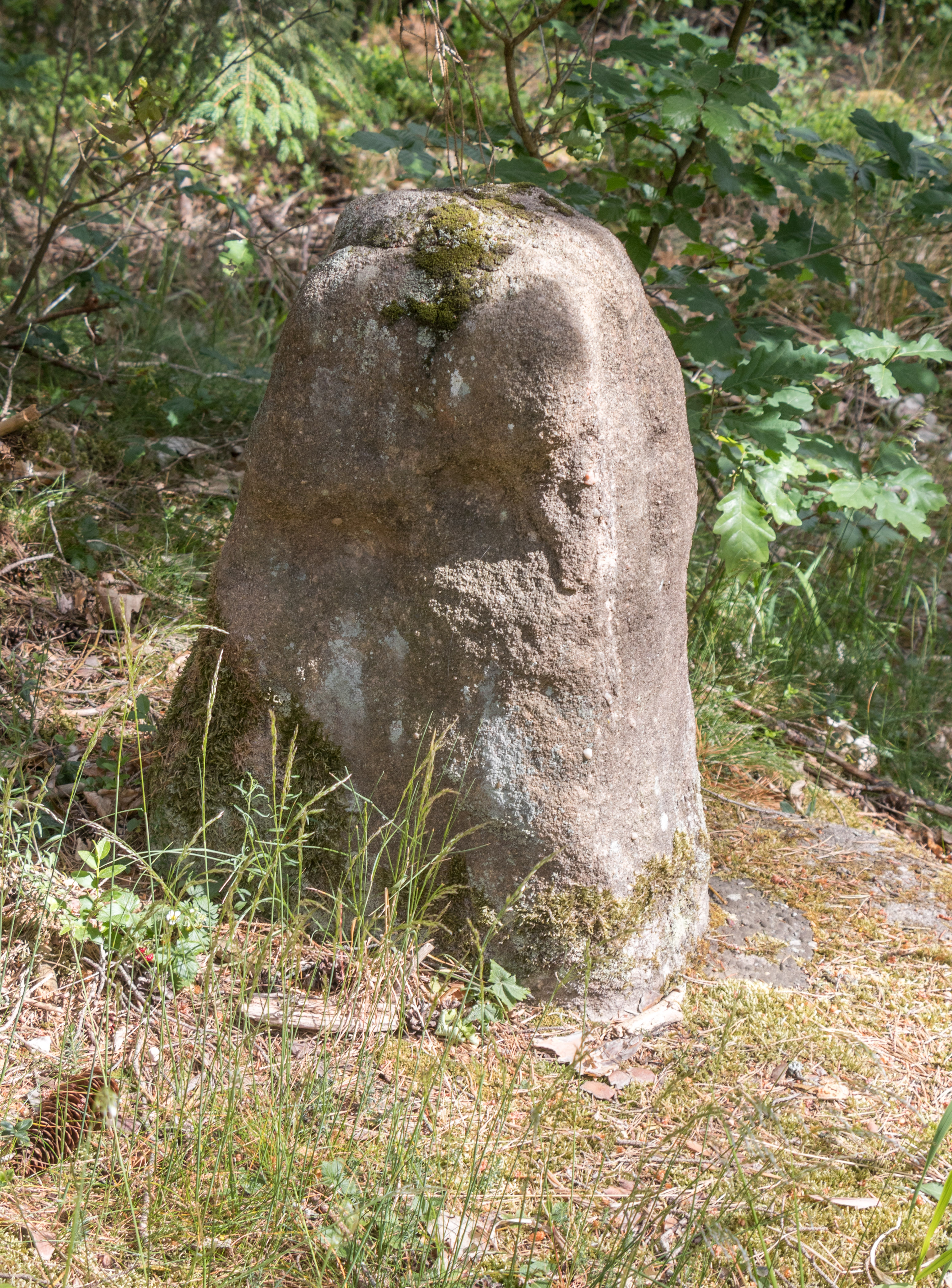
Herzog-Ernst-Kreuz

Das Herzog-Ernst-Kreuz bei Ottersdorf ist ein historisches Sühnekreuz bei Ottersdorf, einem Gemeindeteil der Gemeinde Büchenbach im mittelfränkischen Landkreis Roth in Bayern.

## Beschreibung

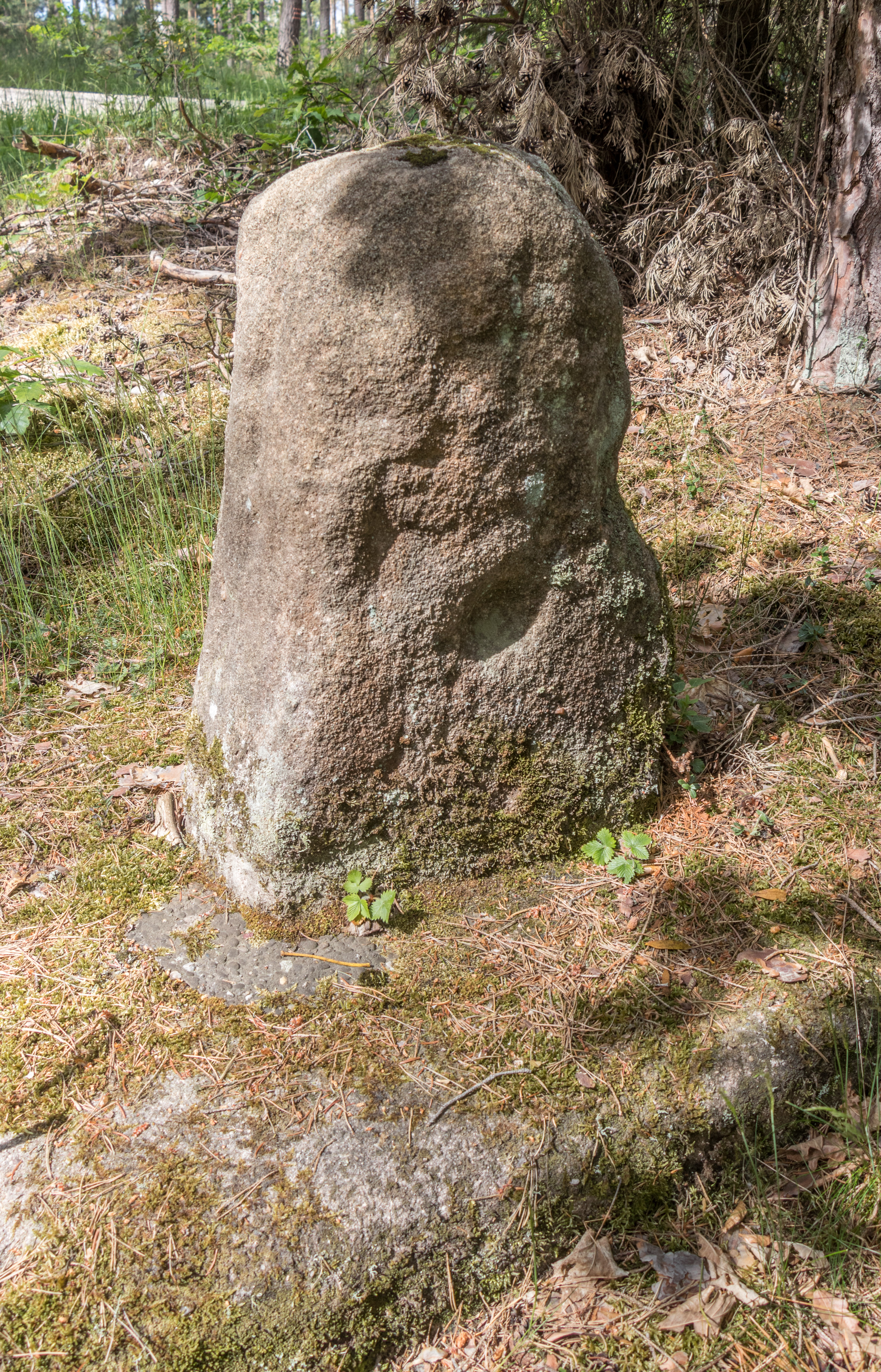
Rückseite

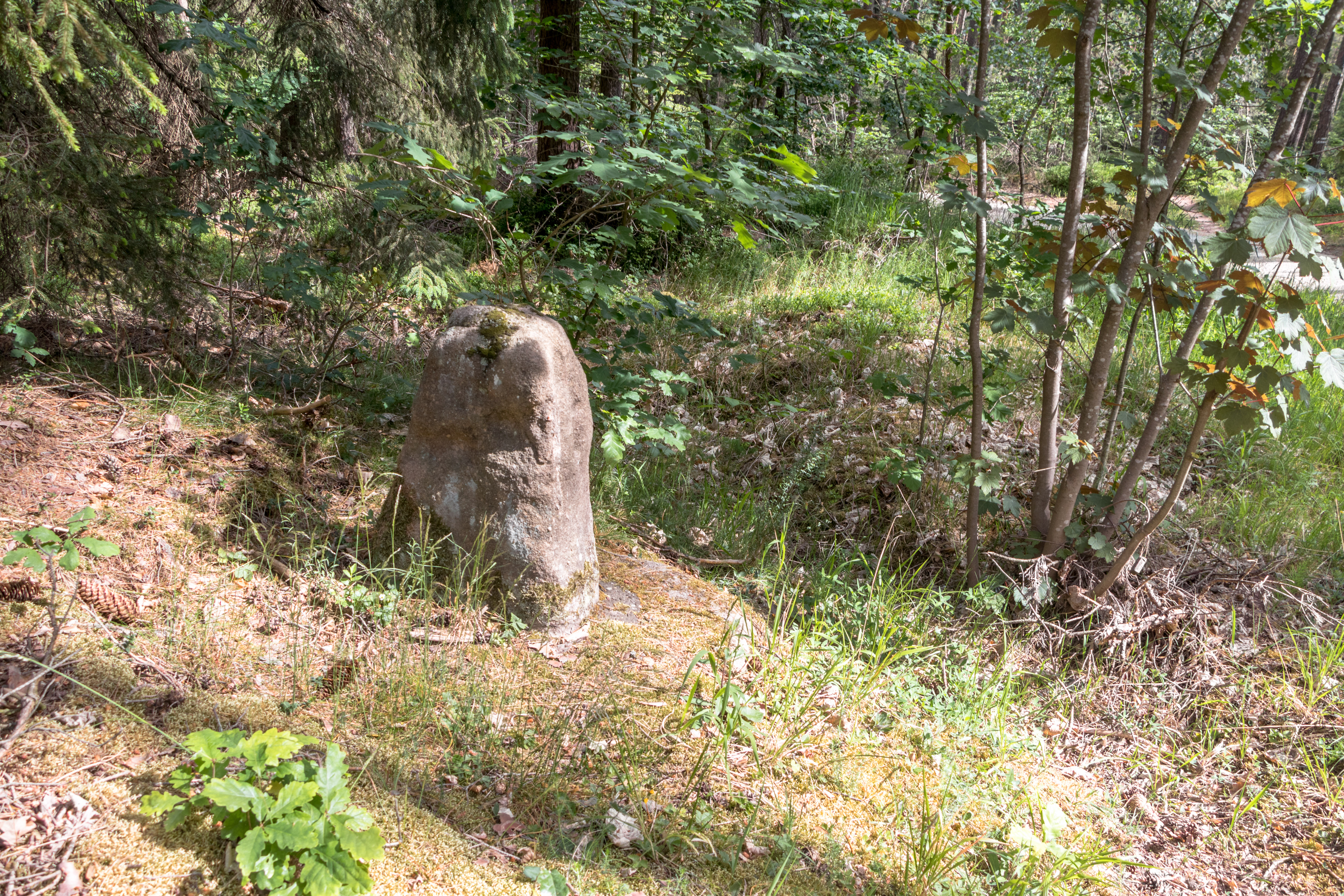
Blick auf den Standort

Das Kleindenkmal befindet sich etwa 2,1 Kilometer westlich von Ottersdorf, nördlich der kleinen Ortschaft Ungerthal. Es steht dort an einer Forststraße in der Flur „Eichelschlag“.
Das Steinkreuz wird lokal auch Herzog-Ernst-Stein genannt. Benannt ist es nach Herzog Ernst, einem sagenhafte Helden des Hochmittelalters. Das Kreuz ist nur noch als Torso erhalten und besteht aus Sandstein. Die Abmessungen betragen 62 × 24 × 25–44 cm und es ist in eine Bodenplatte eingelassen. An der Vorderseite ist ein lateinisches Kreuz eingekerbt. Rechtsseitig und auf der Rückseite finden sich Näpfchen (Seelenlöcher).
Es steht an der Grenze der Gemeindegebiete von Büchenbach, Kammerstein und dem gemeindefreien Heidenberg. Das Kreuz ist eine Station (19) des lokalen Sagenwanderweges. Vor Ort ist eine Informationstafel zum Kreuz aufgestellt.

## Geschichte
Vermutlich wurde das Sühnekreuz um 1400 am mittelalterlichen Ortsverbindungsweg Haag-Ungerthal errichtet. 1417 wird das Kreuz als Herzog-Ernst-Kreuz erstmals erwähnt, als ein Peter Vogelsang aus Haag einen Wald „gen de Hagerleyten gelegen bei dem Hegenberg und stoß an Herzog Ernst Kreuz“ von Reichsritter Konrad von Kühedorf kauft, der es als burggräfliches Lehen besaß. 
1492 gelangte der Wald an den Schwabacher Münzmeister Hans Rosenberger, auch in dieser Urkunde wird das Kreuz genannt.
1708 berichtet Geheimrat Pachelbel von Gehag erstmals eine Sage, die sich sowohl exakt an diesen Ort an der Kreuzlach als auch auf das bis 1627 erhaltene Hochgrab eines Herzog Ernst in der Roßtaler Wallfahrtskirche bezieht.

## Herzog Ernst Sage
Einst soll dieser Stein ein Kreuz gewesen und sollte an den Herzog Ernst erinnern, der hier den Tod gefunden hatte. Die Ungarn waren ins Frankenland eingefallen und hatten Dörfer und Städte niedergebrannt. Auch Roßtal fiel in ihre Hände. Herzog Ernst führte die Krieger an, die Roßtal wieder befreien sollten. Es gelang und die Ungarn flohen in wilder Eile. Der Herzog verfolgte sie. Am Heidenberg holte er sie ein. Es entbrannte ein letzter, blutiger Kampf. Die fränkischen Ritter hatten große Verluste aber am Ende aber siegten sie.
Der lange Kampftag hatte viel Kraft gekostet. Alle waren todmüde und wollten sich endlich ausruhen. Der Herzog nahm seinen Helm ab. In diesem Augenblick schwirrte ein Pfeil heran, traf den Ritter in den Hals und tötete ihn. Das Geschoss kam von der Armbrust eines verwundeten Ungarn, der schwerverletzt am Boden lag. Der Herzog wurde in Roßtal zu Grabe getragen. An der Stelle in der Kreuzlach aber, wo er den Tod gefunden hatte, errichtete man zu seinem Gedächtnis ein Kreuz. Von diesem Kreuz ist nur ein Stück übriggeblieben.

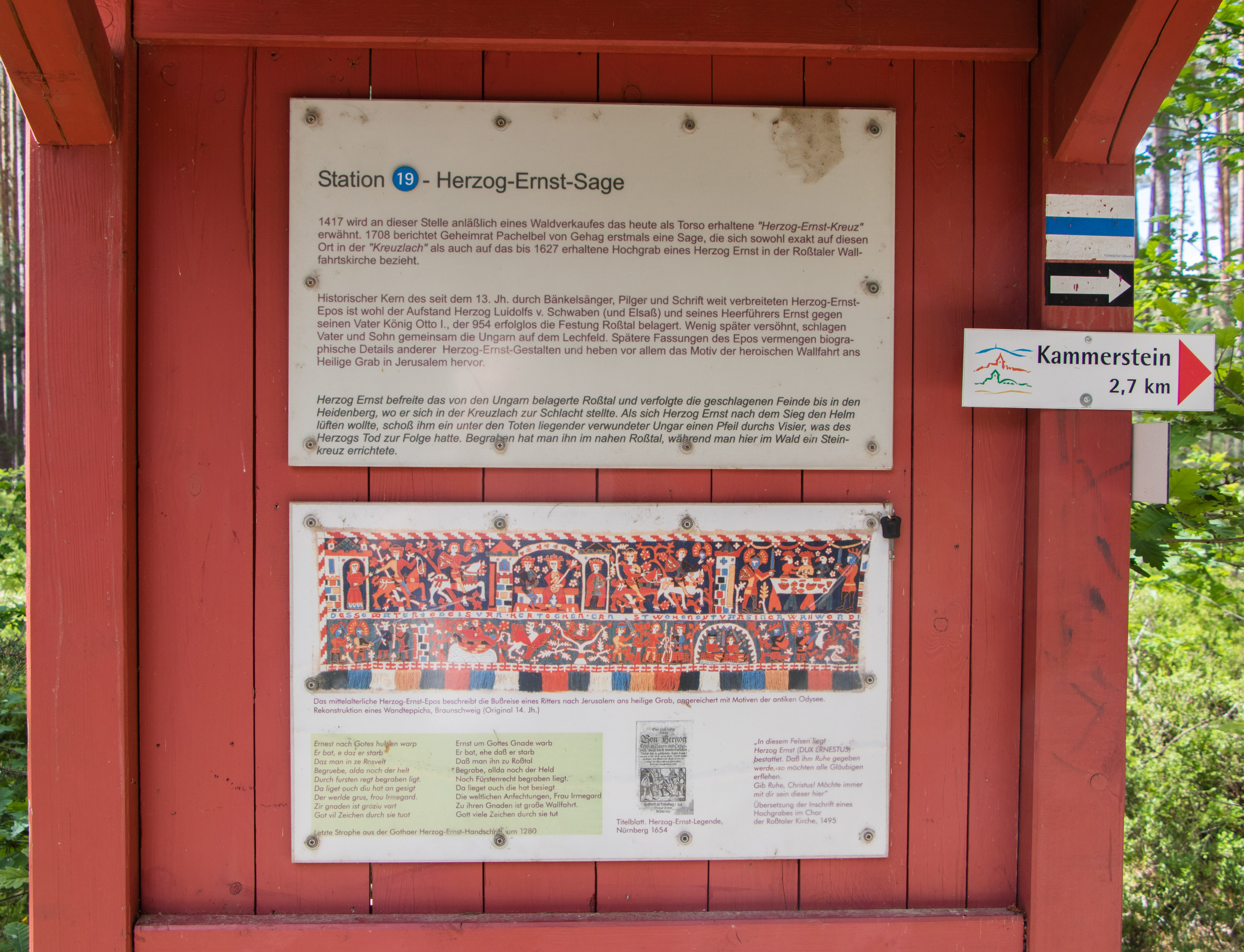
Infotafel vor Ort

Vor Ort ist der Informationstafel zu entnehmen:

„Historischer Kern des seit dem 13. Jahrhundert durch Bänkelsänger, Pilger und Schrift weit verbreiteten Herzog-Ernst-Epos ist wohl der Aufstand Herzog Luidolfs v. Schwaben (und Elsaß) und seines Heerführers Ernst gegen seinen Vater, König Otto I, der 954 erfolglos die Festung Roßtal belagert. Wenig später versöhnt, schlagen Vater und Sohn gemeinsam die Ungarn, auf dem Lechfeld. Spätere Fassungen des Epos vermengen biographische Details anderer Herzog-Ernst-Gestalten und heben vor allem das Motiv der heroischen Wallfahrt ans heilige Grab in Jerusalem hervor. 
Herzog Ernst befreite das von den Ungarn belagerte Roßtal und verfolgte die geschlagenen Feinde bis in den Heidenberg, wo er sich in der Kreuzlach zur Schlacht stellte. Als sich Herzog Ernst nach dem Sieg den Helm lüften wollte, schoss ihm ein unter den Toten liegender verwundeter Ungar einen Pfeil durch Visier, was des Herzogs Tod zur Folge hatte. Begraben hat man ihn im nahen Roßtal, während man hier im Wald ein Steinkreuz errichtete. 
Letzte Strophe aus der Gothaer Herzog-Ernst-Handschrift um 1280 (Übersetzung): 
Ernst um Gottes Gnade warb Er bat, ehe dass er starb Dass man ihn zu Roßtal Begrabe, allda noch der Held Nach Fürstenrecht begraben liegt. Da lieget auch die hat besiegt Die weltlichen Anfechtungen, Frau Irmegard Zu ihren Gnaden ist große Wallfahrt. Gott viele Zeichen durch sie tut.“

Ob es sich so zugetragen hat, ist nicht belegt. Zumindest der Ortsname Ungerthal und der Name des Berges Heidenberg weisen auf ungarische Einfälle in der Region hin.